# Paja Jovanović
Pavle "Paja" Jovanović (en cirílico Павле "Паја" Јовановић;  16 de junio de 1859 - Viena el 30 de noviembre de 1957) fue uno de los pintores realistas serbios más importantes junto con Uroš Predić. 
Jovanovic nació en Vršac hijo de un fotógrafo. A temprana edad mostró interés por la pintura. Inicialmente pintaba copiando los íconos de la catedral de Vrsac.
Al descubrirse su talento, fue enviado a continuar sus estudios atendiendo la academia de bellas artes en Viena, Austria. Tras su graduación, Jovanovic trabajó como aprendiz bajo el maestro vienés Christian Grippenkerl haciendo estudios para cuadros históricos. Posteriormente trabajó para el pintor Leopold Karl Muller quien estimuló el espíritu aventurero de su alumno serbio para que hiciese frecuentes viajes a través de los Balcanes, norte de África, Grecia, Turquía, España, Italia y Kavkaz buscando inspiración para su obra.
A partir de 1905, se consagra sobre todo a pintar retratos, especialmente a una clientela adinerada, adquiriendo por ello celebridad.